# Natsiatopsis thunbergiifolia
Natsiatopsis thunbergiifolia är en tvåhjärtbladig växtart som beskrevs av Wilhelm Sulpiz Kurz. Natsiatopsis thunbergiifolia ingår i släktet Natsiatopsis och familjen Icacinaceae. Inga underarter finns listade i Catalogue of Life.